# Zale viridans
Zale viridans är en fjärilsart som beskrevs av Druce. Zale viridans ingår i släktet Zale och familjen nattflyn. Inga underarter finns listade i Catalogue of Life.